# Abilympics
Abilympics es un movimiento internacional sin fines de lucro que se originó en el Japón y se ha venido desarrollando en el mundo desde 1971. En el marco del movimiento se celebran concursos de aptitudes profesionales entre las personas con discapacidad de 15 años de edad o más. El movimiento Abilympics tiene como objetivos:
- aumentar la motivación de las personas con discapacidad a la independencia profesional así como mejorar sus habilidades profesionales;
- cambiar la opinión pública sobre oportunidades profesionales de las personas con discapacitad y su participación en la vida social y económica;
- apoyar la inclusión social de las personas con discapacitad con un enfoque en su desarrollo profesional;
- aportar al intercambio internacional así como a la amistad entre los concursantes;
- involucrar los gobiernos de miembros de la Federación Internacional Abilympics a mejorar las habilidades profesionales de las personas con discapacitad.

A 24 de febrero de 2021, 51 países/regiones del mundo y Rehabilitation International (EE. UU.) son miembros del movimiento Abilympics.

## Historia del movimiento Abilympics
El nombre del movimiento es abreviación del "Olimpiadas de la Oportunidad" (en inglés, Olympics of Abilities). Fue fundado en Japón. El iniciador de este movimiento fue y sigue siendo la Organización Japonesa para el Empleo de Ancianos, Personas con Discapacidades y Personas que Buscan Trabajo (en inglés, Japan Organization for Employment of the Elderly, Persons with Disabilities and Job Seekers, JEED), que se estableció en 1971. Fue esta organización la que en 1972 celebró el Primer Concurso Nacional de Aptitudes para Personas con Discapacidades con el fin de desarrollar las aptitudes profesionales de las personas con discapacidades y estimular su actividad social y económica en la sociedad. Originalmente, estas competiciones tenían el formato de las competiciones profesionales. Sin embargo luego el movimiento Abilympics contribuyó a cambiar las opiniones tradicionales sobre el potencial y la suficiencia de las personas con discapacidad. Esto resultó en un aumento de las oportunidades de empleo y a estabilidad profesional de las personas con discapacidad. Hoy en día estas competiciones se han convertido en una especie de “feria de empleo” para personas con discapacidades, y es precisamente esta tarea la que se ha convertido en una de las prioridades de estas competiciones.

## Federación Internacional Abilympic
La Federación Internacional Abilympic (en inglés, International Abilympic Federation) es una organización internacional sin fines de lucro que tiene por objeto organizar los Campeonatos Internacionales Abilympics y ayudar en el empleo de personas con discapacidades. La Federación Internacional Abilympic se estableció en 1991 después del Tercer Campeonato Internacional en Hong Kong en 1989. La Federación Internacional está administrada por la Organización Japonesa para el Empleo de Ancianos, Personas con Discapacidades y Personas que Buscan Trabajo. La Federación Internacional Abilympic está formado por organizaciones de 50 países/regiones que tienen como objetivo la rehabilitación de personas con discapacidades y la realización de competiciones profesionales.
La actividad de la Federación Internacional Abilympic está regulada por los siguientes reglamentos:
1. La Constitución de la Federación Internacional Abilympic (válido desde el 7 de noviembre de 2015);[1]
2. Reglamento del Campeonato Internacional (válido desde octubre de 2014).[2]

La Federación Internacional Abilympic consta de 3 órganos de gobierno: la Asamblea, el Comité Ejecutivo y la Secretaría. 
El Presidente de la Federación Internacional Abilympic es Tabata Kazuo (Japón, la Organización Japonesa para el Empleo de Ancianos, Personas con Discapacidades y Personas que Buscan Trabajo).
El Vicepresidente de la Federación Internacional Abilympic es Noёl Roger (France, Abilympics France).
La Secretaría de la Federación Internacional Abilympic, encabezada por el presidente, que es un representante de la dirección de la Organización Japonesa para el Empleo de Ancianos, Personas con Discapacidades y Personas que Buscan Trabajo, se ocupa de las tareas administrativas. Consiste en 5 personas.
La Asamblea de la Federación está integrada por 50 países/regiones miembros de la Federación y organización Rehabilitation International (EE.UU.). La Asamblea determina la política general de la Federación y de los Campeonatos Internacionales. La Asamblea toma decisiones colectivas sobre la admisión de nuevos miembros a la Federación, dando el derecho a organizar los Campeonatos Internacionales Abilympics.
El Comité Ejecutivo es responsable de llevar a cabo tareas estratégicas. El Comité Ejecutivo está compuesto por 12 miembros:
- Nadine Mater-Brown (Australia);
- Amra Kozewick (Austria);
- Junchang Chi (China);
- Petteri Ora (Finlandia);
- Joseph Kwok (Hong Kong);
- Cho Jong-ran (República de Corea)
- Wim Abu Hamdan (Líbano);
- Paul Chi Men Pun (Macao);
- Uma Tuli (Uma Tuli) (India);
- Khadijah Suleiman (Malasia);
- Friedrich Merhoff (Rehabilitation International) (EE.UU.);
- Dina Makeeva (Rusia).

## Los Campeonatos Internacionales Abilympics
La experiencia y los conocimientos adquiridos durante la organización de las competiciones nacionales de habilidades profesionales para personas con discapacidades en Japón se utilizaron en el Primer Campeonato Internacional. Este concurso ha recibido un amplio apoyo de organizaciones gubernamentales y no gubernamentales. El Emperador de Japón actuó como patrón de esta competición.
El Segundo Campeonato Internacional Abilympics se celebró en Bogotá, Colombia en 1985. Durante el campeonato se pensó en crear una organización internacional, cuyo propósito sería celebrar regularmente los Campeonatos Internacionales Abilympics.
El Tercer Campeonato Internacional Abilympics se celebró en Hong Kong en 1989. Como resultado en 1991 se estableció la Federación Internacional Abilympics (FIA).
Desde entonces, se han celebrado campeonatos internacionales en Perth (Australia) (1995), Praga (República Checa) (2000), Nueva Delhi (India) (2003), Shizuoka (Japón) (2007), donde el campeonato se celebró al mismo tiempo que la competición WorldSkills, y en Seúl (República de Corea) en 2011. El Noveno Campeonato Internacional se celebró con éxito en Burdeos, Francia en marzo de 2016 bajo el patrocinio personal de François Hollande, expresidente de Francia.
En los Campeonatos Abilympics participan personas con una gran variedad de discapacidades, y el movimiento abarca 50 países/regiones. Los ganadores no sólo ganan premios, sino que también consiguen un buen trabajo. La atención del gobierno y de los empleadores fue atraída muy rápidamente por los organizadores de los Campeonatos Abilympics en Japón y en muchos otros países. Pero el problema más importante que resolvieron fue la motivación de los propios personas con discapacidad. Pudieron mostrarles que tienen oportunidades y caminos abiertos. Ahora en Japón hay centros de formación para personas con discapacidad en casi todos los barrios (sin contar las universidades y los grandes centros de formación), en cada uno de ellos se forman de 10 a 20 personas, y en aquellas profesiones que se necesitan en las cercanías. Así, el empleo al final es del 80%.
Rusia se unió al movimiento Abilympics en 2014. Los formatos de las competiciones se fueron transformando y ampliando gradualmente. Además de las competiciones profesionales, se celebran ahora numerosas exposiciones, clases magistrales y seminarios internacionales. Pero el objetivo de todo el campeonato sigue siendo el mismo: llamar la atención a las personas con discapacidades y sus amplio potencial y la contribución que pueden aportar a la sociedad.
| Número | Lugar del campeonato     | Año  |
| ------ | ------------------------ | ---- |
| 1      | Tokio, Japón             | 1981 |
| 2      | Bogotá, Colombia         | 1985 |
| 3      | Sha Tin, Hong Kong       | 1989 |
| 4      | Perth, Australia         | 1995 |
| 5      | Praga, República Checa   | 2000 |
| 6      | Nueva Delhi, India       | 2003 |
| 7      | Shizuoka, Japón          | 2007 |
| 8      | Seúl, República de Corea | 2011 |
| 9      | Burdeos, Francia         | 2016 |
| 10     | Moscú, Rusia             | 2022 |

### I Campeonato Internacional
El I Campeonato Internacional Abilympics se celebró del 21 al 23 de octubre de 1981 en Tokio (Japón), en honor del Año Internacional de las Personas con Discapacidades, organizado por las Naciones Unidas (ONU). El organizador del Campeonato fue el Comité Organizador Japonés del Campeonato Internacional Abilympics. Las ceremonias de apertura y clausura se celebraron en el Gimnasio Metropolitano de Tokio. Al campeonato asistieron 304 concursantes de 49 países/regiones del mundo. Se celebraron concursos sobre 17 competencias.

### II Campeonato Internacional
El organizador del II Campeonato Internacional Abilympics, que tuvo lugar del 1 al 5 de octubre de 1985 en Bogotá, Colombia, fue el Comité Organizador Colombiano de los Campeonatos Internacionales Abilympics. Para celebrar las ceremonias de apertura y clausura del campeonato se construyó un sitio especial. Al concurso asistieron 281 personas de 47 países/regiones del mundo sobre 12 competencias.

### III Campeonato Internacional
En agosto de 1989, Hong Kong fue sede del III Campeonato Internacional Abilympics, organizado por el Consejo Unido de Hong Kong para Personas con Trastornos Físicos y Mentales. Al concurso asistieron 497 concursantes de 37 países/regiones del mundo. El campeonato se celebró bajo el lema: "Equidad a través de la participación". Las ceremonias de apertura y clausura se celebraron en el Ayuntamiento de Sha Tin.

### IV Campeonato Internacional
El IV Campeonato Internacional Abilympics se celebró en Perth (Australia) del 1 al 5 de septiembre de 1995. Las ceremonias de apertura y clausura se celebraron en un centro de entretenimiento en Perth. El Campeonato se celebró con la participación de 412 concursantes de 25 países/regiones en 37 competencias bajo el lema: "Un mundo trabajando juntos". El campeonato fue organizado por la Asociación Australiana de Abilympics.

### V Campeonato Internacional
El organizador del V Campeonato Internacional Abilympics, que tuvo lugar en Praga en agosto de 2000, fue la Asociación Checa Abilympics. Para celebrar las ceremonias de apertura y clausura del campeonato se construyó un sitio especial. 375 participantes de 21 países/regiones compitieron en 46 competencias. El evento se celebró bajo el lema: "El primer Campeonato Internacional Abilympics en Europa".

### VI Campeonato Internacional
Del 23 al 29 de noviembre de 2003 se celebró en Nueva Delhi (India) el VI Campeonato Internacional Abilympics. Para celebrar las ceremonias de apertura y clausura del campeonato se construyó un sitio especial. Al campeonato asistieron 424 concursantes de 23 países/regiones. Se celebraron concursos sobre 44 competencias. El lema era una frase: "Podemos, lo haremos". El campeonato fue organizado por la Asociación Nacional Abilympics de India.

### VII Campeonato Internacional
El VII Campeonato Internacional Abilympics se celebró en Shizuoka (Japón) en noviembre de 2007 con la participación de 23 países/regiones. En 27 competencias, compitieron 365 concursantes. El lema del campeonato era: "Brillantes habilidades, grandes personalidades, creando una sociedad para todos". Fue organizado por el Comité Organizador del Festival Internacional de Habilidades Profesionales. Las ceremonias de apertura y clausura se celebraron en el Centro de Artes y Conferencias Granship.

### VIII Campeonato Internacional
La Agencia Coreana para el Empleo de Personas con Discapacidades (Korea Employment Agency for Persons with Disabilities (KEAD)) organizó el VIII Campeonato Internacional Abilympics, que se celebró en Seúl (República de Corea) en septiembre de 2011. 447 concursantes de 36 países/regiones compitieron en 36 competencias. El lema era: "Desafío ilimitado al mundo". Las ceremonias de apertura y clausura se celebraron en el Estadio Olímpico.

### IX Campeonato Internacional
En 2016 el IX Campeonato Internacional Abilympics se celebró en Burdeos, Francia, del 23 al 27 de marzo. El evento fue organizado por Abilympics Francia. El campeonato se celebró para 465 concursantes de 31 países/regiones con 50 competencias. El lema del campeonato era: "Habilidades generales, gente inusual". Para celebrar las ceremonias de apertura y clausura del campeonato se construyó un sitio especial.

### X Campeonato Internacional
En 2019 la Federación de Rusia recibió el derecho de organizar el X Campeonato Internacional Abilympics. Según la decisión del Comité Organizador del X Campeonato Internacional Abilympics se celebrará en Moscú en 2022. Como parte de los preparativos para el campeonato, el Centro Nacional de Abilympics de la Federación Rusa ha creado cuentas en plataformas como Instagram, Facebook, TikTok y WeChat en inglés y chino. Los participantes del campeonato competirán en 55 competencias:
| TECNOLOGÍAS DE LA INFORMACIÓN |                                               |
| IT-1                          | Administración y gestión de sistemas de redes |
| IT-2                          | Diseño web                                    |
| IT-3                          | Diseño de personajes / Animación              |
| IT-4                          | Ensamblaje de la computadora                  |
| IT-5                          | Programación                                  |
| IT-6                          | Procesamiento de datos                        |
| IT-7                          | Diseño de ingeniería (CAD)                    |
| IT-8                          | Fotografía de estudio                         |
| IT-9                          | Fotografía al aire libre                      |
| IT-10                         | Diseño de carteles                            |
| IT-11                         | Procesamiento de textos (inglés)              |
| ALIMENTACIÓN                  |                                               |
| F-12                          | Panadería                                     |
| F-13                          | Decoración de tortas                          |
| F-14                          | Talla de frutas y/o verduras                  |
| F-15                          | Cocina (Trabajo individual)                   |
| F-16                          | Cocina (Trabajo en equipo)                    |
| F-17                          | Pastelería y confitería                       |
| F-18                          | Servicio de restaurante                       |
| INDUSTRIA                     |                                               |
| I-19                          | Robótica                                      |
| I-20                          | Ensamblaje Electrónico                        |
| I-21                          | Robótica Industrial                           |
| I-22                          | Ajuste Mecánico                               |
| I-23                          | Soldadura                                     |
| SERVICIOS                     |                                               |
| S-24                          | Ensamblaje de la bicicleta                    |
| S-25                          | Industria del libro                           |
| S-26                          | Encuadernación y costura                      |
| S-27a                         | Ebanistería (Curso básico)                    |
| S-27b                         | Ebanistería (Curso avanzado)                  |
| S-28                          | Peluquería                                    |
| S-29a                         | Costurera                                     |
| S-29b                         | Sastre                                        |
| S-30                          | Reparación de calzado                         |
| S-31                          | Cortador                                      |
| OCUPACIONES MÉDICAS           |                                               |
| MO-32                         | Masaje                                        |
| MO-33                         | Estética aplicada                             |
| MO-34                         | Técnico dental                                |
| ARTESANÍA                     |                                               |
| C-35                          | Reutilización de la pintura y de los desechos |
| C-36                          | Cestería                                      |
| C-37                          | Ganchillo                                     |
| C-38                          | Bordado                                       |
| C-39                          | Tejido a mano                                 |
| C-40                          | Alfarería                                     |
| C-41                          | Pintura en seda                               |
| C-42                          | Talla de madera                               |
| OCUPACIONES CREATIVAS         |                                               |
| CO-43                         | Joyería                                       |
| CO-44                         | Diseño floral                                 |
| CO-45                         | Diseño del paisaje                            |
| COMPETENCIAS DE PRESENTACIÓN  |                                               |
| P-46                          | Educación Física Adaptada                     |
| P-47                          | Reparación y mantenimiento de coches          |
| P-48                          | Servicios de limpieza                         |
| P-49                          | Manicura                                      |
| P-50                          | Análisis médico y de laboratorio              |
| P-51                          | Atención médica y social                      |
| P-52                          | Periodismo Multimedia                         |
| P-53                          | Oficio de pintor                              |
| P-54                          | Alicatado                                     |
| P-55                          | Desarrollador de Realidad Virtual y Aumentada |

## Abilympics en Rusia
Desde 2014, las competiciones de habilidades profesionales entre las personas con discapacidad se han celebrado también en Rusia. El primer Campeonato Nacional Abilympics se celebró en 2015.
El concurso se celebra en más de 60 competencias para estudiantes y especialistas, así como para escolares. En las ciudades de Rusia se están creando centros regionales del movimiento Abilympics.
El principal organizador de la competencia es el Centro Nacional Abilympics de la Federación Rusa. Varias organizaciones actúan como empleadores expertos.

### Сampeonato de Presentación
El Campeonato de Presentación se celebró el 7 de diciembre de 2014. Asistieron al campeonato estudiantes de organizaciones educativas de formación profesional secundaria. 72 participantes compitieron en 18 competencias profesionales.
Para poner en práctica el movimiento internacional Abilympics en Rusia, en noviembre de 2014 se estableció una Junta Directiva integrada por los dirigentes de la Sociedad Panrusa de Sordos, la Sociedad Panrusa de Ciegos, la Sociedad Panrusa de Discapacitados, el Club de Psiquiatras Rusos, la Fundación “Educación a Sociedad” y otras organizaciones autorizadas que prestan apoyo a las personas con discapacidad en la Federación Rusa.

### I Campeonato Nacional
El I Campeonato Nacional Abilympics se celebró del 4 al 6 de diciembre de 2015 en el Centro Internacional de Exposiciones Crocus Expo.
Al Primer Campeonato Nacional Abilympics-Rusia 2015 asistieron 295 concursantes de 30 competencias profesionales de 29 regiones de la Federación de Rusia. A la ceremonia de apertura asistieron el Gobernador de la región de Moscú, Andrey Vorobiev, el presidente de la Federación Mundial de Sordos, Colin Allen, el Asesor del Presidente de Rusia, Alexandra Levitskaya, numerosos invitados extranjeros entre los especialistas en formación y empleo de personas con discapacidades, representantes de las autoridades federales, la educación y la ciencia, diputados de la Duma Estatal, personalidades públicas, importantes empleadores y representantes de organizaciones públicas de la Sociedad Panrusa de Ciegos, la Sociedad Panrusa de Sordos y la Sociedad Panrusa de Discapacitados.

### II Campeonato Nacional
El II Campeonato Nacional Abilympics se celebró de 18 a 19 de noviembre de 2016 en Moscú en el pabellón 69 de la VDNJ.
Al II Campeonato Nacional asistieron 502 participantes de 61 regiones de la Federación Rusa (entre ellos: 55 escolares, 359 estudiantes, 88 especialistas).
De todos los participantes, el 39% tenía una discapacidad visual, el 25% una discapacidad auditiva, el 10% una discapacidad musculoesquelética, el 15% una discapacidad del espectro mental, y el 11% una discapacidad causada por otras enfermedades.
Se celebraron concursos sobre 48 competencias para estudiantes y especialistas, y sobre 11 competencias para escolares con discapacidades. Más de 300 voluntarios están involucrados en el trabajo del Campeonato. Más de 6000 invitados y espectadores asistieron al Campeonato Nacional en dos días.
Por el recuento de medallas el equipo de Moscú se convirtió en el ganador absoluto del II Campeonato Nacional, el segundo lugar fue tomado por el equipo de la región de Moscú, el tercer lugar fue compartido por los equipos de las regiones de Samara y Kostroma.
Las siguientes conferencias se realizaron como parte del programa de negocios del II Campeonato Nacional:
- La conferencia científica y práctica de toda Rusia "Desarrollo del sistema de orientación profesional y motivación de las personas con discapacidad para la recepción de oficios laborales a través de la organización de un sistema de competencias de habilidad profesional";
- Conferencia científica y práctica de la organización pública rusa para las personas con discapacidad Sociedad Panrusa de Ciegos de la Orden del Estandarte Rojo "Los concursos de aptitudes profesionales como una herramienta para la orientación profesional y el empleo de las personas con discapacidad visual. Experiencia rusa e internacional".

En el lugar del Campeonato Nacional, las autoridades del ejecutivo federal celebraron mesas redondas y reuniones de grupos de trabajo sobre temas:
- Desarrollo de la educación profesional inclusiva y el movimiento de voluntarios

Abilympics (Ministerio de Educación y Ciencia de Rusia);
- Aplicación de las prácticas de cooperación interdepartamental en la organización de la orientación profesional y la facilitación del empleo de las personas con discapacidades (Ministerio de Trabajo de Rusia);
- Adaptación social y cultural y creación de condiciones para la participación de las personas con discapacidad en la vida cultural de la sociedad (Ministerio de Cultura de Rusia);
- Ampliación de la producción de productos para personas con discapacidad y ancianos (Ministerio de Industria y Comercio de Rusia).

### III Campeonato Nacional
El III Campeonato Nacional Abilympics se celebró en Moscú del 1 al 3 de diciembre de 2017, en el pabellón 69 de la VDNJ y 5 lugares adicionales: Universidad Social Estatal de Rusia, Colegio Médico N.º 5, Complejo Educativo de Planificación Urbana “Capital”, Colegio Politécnico, Colegio Tecnológico N.º 21. La ceremonia de clausura del campeonato se llevó a cabo en la Sala de Columnas de la Casa de los Uniones.
Los programas competitivos y de negocios se llevaron a cabo el 1 y 2 de diciembre. Los participantes del concurso fueron 890 personas de 73 regiones de la Federación de Rusia. 707 participantes compitieron en la categoría "estudiantes" y "especialistas" en 67 competencias, entre ellas 490 estudiantes de enseñanza profesional secundaria, 49 estudiantes de enseñanza superior, 139 especialistas y 29 estudiantes de programas de enseñanza profesional adicional, 146 en la categoría "escolares" en 20 competencias. 37 participantes compitieron en competencias de presentación, incluyendo 12 escolares, 20 estudiantes de enseñanza profesional secundaria, 2 especialistas, 3 participantes de programas de educación profesional adicionales.
De todos los participantes, el 29% tenía una discapacidad auditiva, el 28% tenía trastornos somáticos, el 18% tenía una discapacidad del espectro mental, el 14% tenía una discapacidad musculoesquelética y el 11% tenía una discapacidad visual.
El concurso fue evaluado por 623 expertos, incluidos 48 expertos independientes de los empleadores. Unos 400 voluntarios dieron su apoyo al campeonato.
Como parte del III Campeonato Nacional se organizaron: Conferencias científicas y prácticas panrusas, mesas redondas, reuniones y clases magistrales. En la exposición y el programa interactivo se presentaron los medios técnicos modernos de rehabilitación y asistencia de las tecnologías educativas de los fabricantes rusos.
La Feria de Empleo estuvo activa, se organizaron reuniones de los participantes con los empleadores, se celebraron un gran número de reuniones con representantes de empresas dispuestas a contratar a las personas con discapacidad, así como presentaciones de las prácticas de las cadenas de venta al por menor para organizar los puestos de trabajo y crear inclusión en el equipo.
Los ganadores del campeonato fueron 257 personas (incluidos 59 escolares) de 55 regiones de la Federación Rusa. El número de participantes que ocupó el primer lugar es 88, el segundo lugar - 86, el tercer lugar - 83. Los líderes del recuento total de medallas fueron Moscú - 114 medallas, el territorio de Krasnoyarsk - 11 medallas, las regiones de Kursk y Novosibirsk - 6 medallas, las regiones de Penza y Cheliábinsk - 5 medallas.
Por la cantidad de medallas de oro el líder es Moscú - 46 medallas, la región de Kursk con 4 medallas ocupa el segundo puesto y el territorio de Krasnoyarsk tiene 3 medallas.

### IV Campeonato Nacional
El IV Campeonato Nacional Abilympics se celebró del 20 al 23 de noviembre de 2018 en Moscú. La sala A del 75.º pabellón de la VDNJ (14 600 m²) y 6 sitios adicionales se convirtieron en las sedes: Universidad Social Estatal de Rusia, Complejo Educativo de Planificación Urbana "Capital", Colegio Politécnico, Colegio Tecnológico N.º 21, Colegio de Tecnologías Modernas, Colegio Capital de Industria y Hospitalidad.
Equipos de 84 regiones de la Federación Rusa participaron en el IV Campeonato Nacional Abilympics. El equipo de la Región Autónoma Judía no participó por falta de fondos y el de la Distrito autónomo de Chukotka tampoco, porque allí no se celebró el concurso regional.
Se celebraron concursos sobre 57 competencias básicas y 16 de competencias de presentación. En el lugar del pabellón 75 de la VDNJ se presentaron 35 competencias básicas, así como 16 competencias de presentación, áreas para el programa de negocios para los participantes, clases magistrales, feria de empleo, áreas de recreación y restauración, la zona de las ceremonias de apertura y clausura del campeonato, conferencias. Se celebraron concursos en 22 competencias con equipo sofisticado (tecnología de soldadura, torneado, construcción en seco y enyesado, pintura) en otros lugares.
A la competición asistieron 1157 participantes en 57 competencias básicas, entre ellos 186 especialistas (16,0%), 733 estudiantes (63,4%), 238 escolares (20,6%) de 14 a 65 años de edad. 94 participantes tomaron parte en 16 competencias de presentación. Entre los concursantes, el 12% tenía una discapacidad visual, el 26% ´- trastornos somáticos, el 24% - una discapacidad auditiva y el 17% - una discapacidad musculoesquelética.
El concurso fue evaluado por 486 expertos, incluidos 53 expertos independientes de los empleadores.
Los ganadores recibieron 365 medallas, entre ellas 136 de oro, 124 de plata y 105 de bronce. En la clasificación general de medallas, el primer obtuvo la ciudad de Moscú (87 medallas), el segundo - la República de Baskortostán (22 medallas), el tercero - la República de Tartaristán (15 medallas).
En 2018 se organizó por primera vez la inscripción de participantes y visitantes en el programa de negocios del campeonato. Todo el mundo podía inscribirse en el programa de negocios como participante o visitante en la página web oficial a través del formulario desarrollado por el Centro Nacional Abilympics de la Federación Rusa.
Durante los dos días del evento, más de 10.000 visitantes asistieron al campeonato, de los cuales más de 1.200 participaron en programas educativos y de negocios, 150 conferenciantes celebraron reuniones, mesas redondas, entrenamientos y conferencias.
Acompañaron al campeonato más de 600 voluntarios, entre los que se encontraban estudiantes de la Universidad Social Estatal de Rusia, estudiantes de organizaciones educativas de Moscú (unos 30 colegios), así como más de 100 voluntarios de 29 regiones de la Federación de Rusia, voluntarios de empresas, representantes de “voluntarios de plata”.

### V Campeonato Nacional
El V Campeonato Nacional Abilympics se celebró del 20 al 22 de noviembre de 2019 en Moscú. Los sedes fueron el Pabellón 75 de VDNJ y Technograd, el Colegio Tecnológico N.º 21, Complejo Educativo de Planificación Urbana "Capital", la Universidad Social Estatal de Rusia, Colegio Politécnico.
En el marco de los preparativos del V Campeonato Nacional, se organizó, sobre la base de la Universidad Social Estatal de Rusia, un curso de formación para los expertos del campeonato de las regiones de la Federación de Rusa. Los participantes fueron: empleados de organizaciones educativas, representantes de organizaciones públicas de personas con discapacidad, representantes de empleadores, expertos de campeonatos Abilympics.
Se realizó un examen de calificación para seleccionar a los expertos principales y a los expertos del V Campeonato Nacional Abilympics. Según los resultados del examen, se seleccionaron 30 expertos principales de la etapa de clasificación del Campeonato Nacional y 62 expertos principales de la final del Campeonato Nacional Abilympics. En total, 378 expertos nacionales juzgaron en el V Campeonato Nacional.
Equipos de 85 regiones de Rusia participaron en el V Campeonato Nacional. Se celebraron concursos sobre 62 competencias básicas y 31 de competencias de presentación. A la competición asistieron 1292 participantes de 14 a 66 años de edad, entre ellos 308 especialistas, 569 estudiantes y 415 escolares.
En cuanto a las nosologías, el 7,42% de los participantes tenían una discapacidad visual, el 19,73% tenían una discapacidad auditiva, el 17,79% tenían una discapacidad musculoesquelética, el 1,08% tenían trastornos del espectro autista, el 29,7% tenían una discapacidad del espectro mental, el 24,28% tenían trastornos somáticos.
520 voluntarios participaron en el V Campeonato Nacional Abilympics, que ayudó en las siguientes áreas: navegación interna y externa, asistencia en la organización de eventos de programas empresariales y culturales, acogidas del los equipos en aeropuertos y estaciones de ferrocarril, trabajo en los lugares de competición, participación en las ceremonias de apertura y clausura del campeonato, entrega de premios a los participantes, así como apoyo a la sede de los organizadores y al área de alimentación.
Como parte del V Campeonato Nacional, se organizó un programa educativo empresarial para los participantes, que incluía conferencias abiertas, sesiones de capacitación, una feria de empleos y presentaciones de los portales "Trabajo en Rusia" y "Registro Federal de Personas con Discapacidades".
Para los participantes del V Campeonato Nacional se organizó una visita a los sitios culturales de Moscú con un programa de excursiones.
En 2019 el equipo de Moscú se convirtió en el líder del recuento de medallas, la República de Tartaristán ocupó el segundo lugar, y la región de Moscú, el tercero. En total, 541 medallas (181 de oro, 182 de plata, 178 de bronce) fueron ganadas por los participantes.

### VI Campeonato Nacional
El VI Campeonato Nacional Abilympics se celebró en línea del 23 al 29 de noviembre de 2020. Asistieron al campeonato 81 regiones de la Federación Rusa. Hubo 1.120 sitios en las regiones, que se transmitieron en vivo al Hotel Cosmos, donde los expertos evaluaron los participantes en línea. Los expertos se adaptaron a cada región, trabajando las 24 horas del día, por lo que los participantes compitieron en un momento conveniente para ellos. Un total de 2000 concursantes participaron en el VI Campeonato Nacional Abilympics: 607 escolares, 1097 estudiantes, 296 especialistas. Los expertos eran 416 personas. En el VI Campeonato Nacional Abilympics participaron 520 voluntarios.
La página web oficial del Centro Nacional Abilympics de la Federación Rusa transmitió en vivo la apertura y el cierre del campeonato, así como un programa de negocios. Se mostraron los registros del programa de orientación educativa y vocacional.
Se celebraron concursos sobre 77 competencias siguientes:
| TECNOLOGÍAS DE LA INFORMACIÓN |                                                       |
| 1                             | Diseño web                                            |
| 2                             | Diseño de personajes / Animación                      |
| 3                             | Diseño de ingeniería (CAD)                            |
| 4                             | Programación                                          |
| 5                             | Procesamiento de textos                               |
| 6                             | Administración y gestión de sistemas de redes         |
| 7                             | Procesamiento de datos                                |
| 8                             | Desarrollador de Realidad Virtual y Aumentada         |
| 9                             | Ensamblaje de la computadora                          |
| 10                            | Seguridad de la información                           |
| 11                            | Maestría en procesamiento de información digital      |
| ALIMENTACIÓN                  |                                                       |
| 12                            | Panadería                                             |
| 13                            | Cocina (Trabajo individual)                           |
| 14                            | Pastelería y confitería                               |
| 15                            | Cocina (Trabajo en equipo)                            |
| 16                            | Talla de frutas y/o verduras                          |
| 17                            | Decoración de tortas                                  |
| 18                            | Servicio de restaurante                               |
| 19                            | El horneado de pasteles osetios                       |
| INDUSTRIA                     |                                                       |
| 20                            | Robótica                                              |
| 21                            | Mampostería                                           |
| 22                            | Ebanistería (Curso básico)                            |
| 23                            | Construcción seca y trabajos de yeso                  |
| 24                            | Oficio de pintor                                      |
| 25                            | Alicatado                                             |
| 26                            | Ajuste Mecánico                                       |
| 27                            | Soldadura                                             |
| 28                            | Ensamblaje Electrónico                                |
| 29                            | Robótica Industrial                                   |
| 30                            | El torno trabaja en máquinas CNC                      |
| SERVICIOS                     |                                                       |
| 31                            | Industria del libro                                   |
| 32                            | Folleto y encuadernación                              |
| 33                            | Ebanistería (Curso avanzado)                          |
| 34                            | Costurera                                             |
| 35                            | Peluquería                                            |
| 36                            | Trabajo social                                        |
| 37                            | Comercio                                              |
| 38                            | Sastre                                                |
| 39                            | Reparación de calzado                                 |
| 40                            | Gestión de la documentación y gestión de los archivos |
| 41                            | Diseño de carteles                                    |
| 42                            | Periodismo Multimedia                                 |
| 43                            | Reparación y mantenimiento de coches                  |
| 44                            | Ensamblaje de la bicicleta                            |
| 45                            | Cortador                                              |
| 46                            | Fotografía de estudio                                 |
| 47                            | Fotografía al aire libre                              |
| 48                            | Administración de hoteles                             |
| 49                            | Turismo                                               |
| 50                            | Traductor                                             |
| 51                            | Artista de maquillaje                                 |
| 52                            | Servicios de limpieza                                 |
| 53                            | Manicura                                              |
| OCUPACIONES CREATIVAS         |                                                       |
| 54                            | Diseño floral                                         |
| 55                            | Bellas Artes                                          |
| 56                            | Diseño del paisaje                                    |
| 57                            | Joyería                                               |
| OCUPACIONES MÉDICAS           |                                                       |
| 58                            | Análisis médico y de laboratorio                      |
| 59                            | Atención médica y social                              |
| 60                            | Educación Física Adaptada                             |
| 61                            | Masaje                                                |
| 62                            | Técnico dental                                        |
| 63                            | Estética aplicada                                     |
| ARTES Y OFICIOS               |                                                       |
| 64                            | Reutilización de la pintura y de los desechos         |
| 65                            | Artes de abalorios                                    |
| 66                            | Ganchillo                                             |
| 67                            | Tejido a mano                                         |
| 68                            | Cestería                                              |
| 69                            | Talla de madera                                       |
| 70                            | Bordado                                               |
| 71                            | Pintura en seda                                       |
| 72                            | Alfarería                                             |
| ESFERA EDUCATIVA              |                                                       |
| 73                            | Educación preescolar                                  |
| 74                            | El profesor de la escuela primaria                    |
| 75                            | Psicología                                            |
| ECONOMÍA Y FINANZAS           |                                                       |
| 76                            | Economía y Contabilidad                               |
| 77                            | Iniciativa empresarial                                |